# Currie Cup 1998
La Currie Cup de 1998 fue la sexagésima edición del principal torneo de rugby provincial de Sudáfrica.
El campeón fue el equipo de Blue Bulls quienes obtuvieron su décima octavo campeonato.

## Clasificación
| Pos. | Equipo              | Encuentros | Encuentros | Encuentros | Encuentros | Tantos | Tantos | Tantos | Puntos Bonus | Puntos |
| Pos. | Equipo              | PJ         | PG         | PE         | PP         | F      | C      | Dif    | PB           | Puntos |
| ---- | ------------------- | ---------- | ---------- | ---------- | ---------- | ------ | ------ | ------ | ------------ | ------ |
| 1.º  | Griqualand West     | 13         | 10         | 0          | 3          | 478    | 216    | +262   | 10           | 50     |
| 2.º  | Blue Bulls          | 13         | 10         | 0          | 3          | 461    | 231    | +230   | 9            | 49     |
| 3.º  | Natal Sharks        | 13         | 9          | 1          | 3          | 410    | 242    | +168   | 9            | 47     |
| 4.º  | Western Province    | 13         | 10         | 0          | 3          | 371    | 247    | +124   | 7            | 47     |
| 5.º  | Free State Cheetahs | 13         | 8          | 1          | 4          | 453    | 314    | +139   | 9            | 43     |
| 6.º  | Falcons             | 13         | 9          | 1          | 3          | 381    | 285    | +96    | 5            | 43     |
| 7.º  | SWD Eagles          | 13         | 7          | 1          | 5          | 378    | 290    | +88    | 9            | 39     |
| 8.º  | Golden Lions        | 13         | 7          | 0          | 6          | 389    | 279    | +110   | 8            | 36     |
| 9.º  | Eastern Province    | 13         | 5          | 0          | 8          | 345    | 313    | +32    | 8            | 28     |
| 10.º | Boland Cavaliers    | 13         | 5          | 0          | 8          | 253    | 456    | −203   | 4            | 24     |
| 11.º | Mpumalanga Pumas    | 13         | 4          | 0          | 9          | 284    | 381    | −97    | 5            | 21     |
| 12.º | Border              | 13         | 2          | 0          | 11         | 236    | 472    | −236   | 5            | 13     |
| 13.º | North West          | 13         | 2          | 0          | 11         | 236    | 637    | −401   | 2            | 10     |
| 14.º | Northern Free State | 13         | 1          | 0          | 12         | 212    | 524    | −312   | 5            | 9      |

|  | Semifinalistas. |

### Semifinal
| 22 de octubre | Blue Bulls | 31 - 17 | Natal Sharks | Loftus Versfeld, Pretoria |  |

| 22 de octubre | Griqualand West | 11 - 27 | Western Province | Griqua Park, Kimberley |  |

### Final
| 29 de octubre | Blue Bulls | 24 - 20 | Western Province | Loftus Versfeld, Pretoria |  |

### Campeón
| Bandera de Sudáfrica |
| Campeón Blue Bulls   |
| Décimo octavo título |